# Polytechnique
Polytechnique é um filme canadense de 2009, do gênero drama policial, dirigido e escrito por Denis Villeneuve.
Estrelado por Maxim Gaudette e Sebastien Huberdeau, o filme conta a história do massacre da Escola Politécnica de Montreal, ocorrido em 1989.

## Elenco
- Maxim Gaudette - serial killer (Marc Lépine)
- Sébastien Huberdeau - Jean-François
- Karine Vanasse - Valérie
- Pierre-Yves Cardinal - Éric
- Évelyne Brochu - Stéphanie